# RC Joinville
RC Joinville – francuski klub piłkarski z siedzibą w Joinville. 

## Historia
Racing Club de Joinville został założony jako Club Olympique Joinville. Przez wiele lat klub występował w niższych klasach rozgrywkowych. W 1967 roku klub po raz pierwszy w historii awansował do Division 2. Pobyt na zapleczu francuskiej ekstraklasy trwał dwa sezony. Po roku Joinville powróciło do Division 2. Tak jak za pierwszym razem występowało dwa sezony do 1973 roku. Potem klub spadał coraz niżej. W 1979 rok spadł do ligi lokalnej. Obecnie Joinville występuje w Division Excellence (X liga). 
Joinville najbardziej znane jest obecnie ze szkolenia młodzieży. Do najbardziej znanych wychowanków klubu należą: Sylvain Wiltord, Vincent Guérin i Yann Lachuer. 

## Sukcesy
- 4 sezony w Division 2: 1967-1969, 1970-1972.

## Reprezentanci kraju grający w klubie
- Philippe Gondet